# Гоенвештедт
Гоенвештедт (нім. Hohenwestedt) — громада в Німеччині, розташована в землі Шлезвіг-Гольштейн. Входить до складу району Рендсбург-Екернферде. Складова частина об'єднання громад Міттельгольштайн.
Площа — 18,18 км2. Населення становить 5378 ос. (станом на 31 грудня 2020).

## Галерея

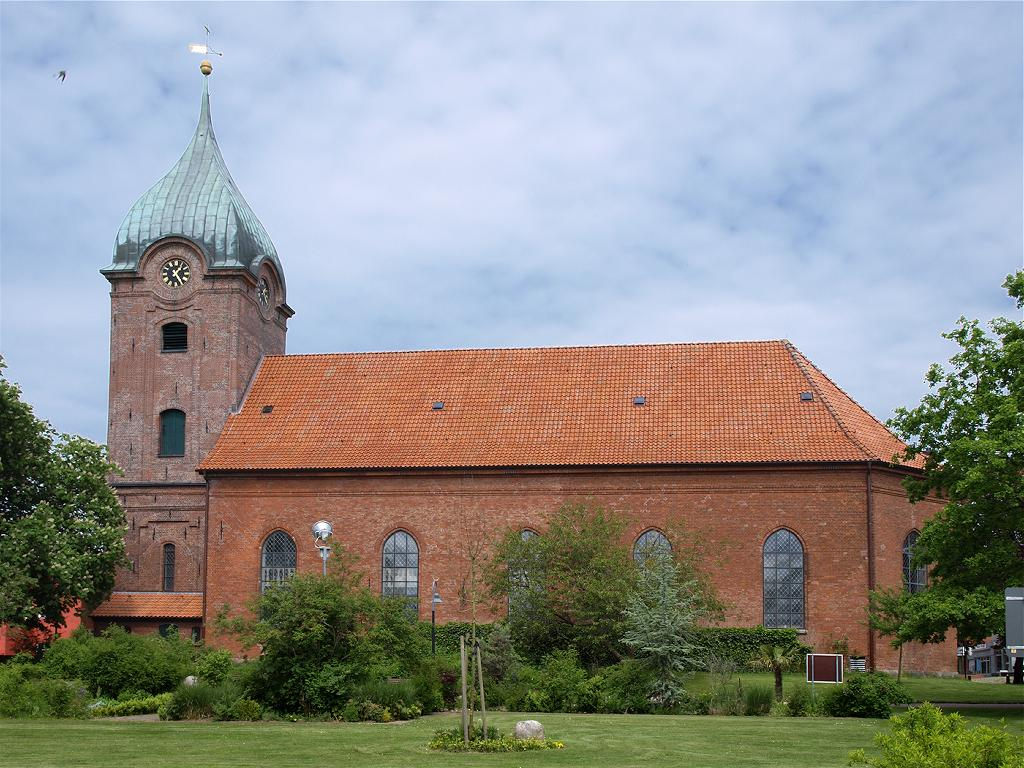
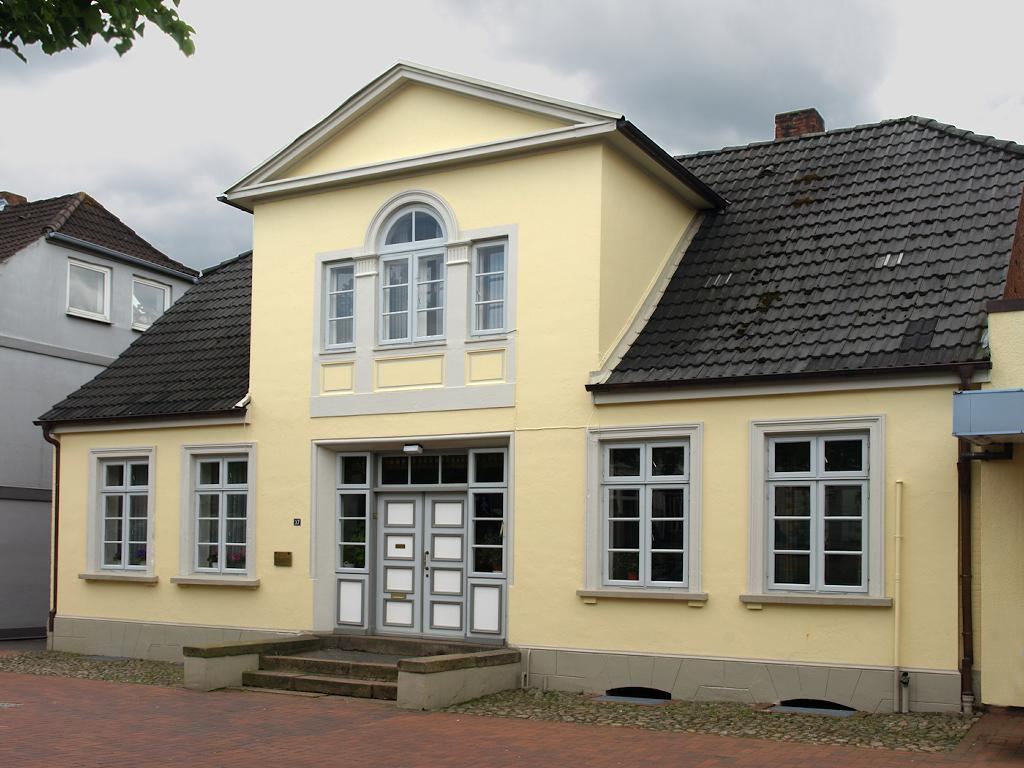
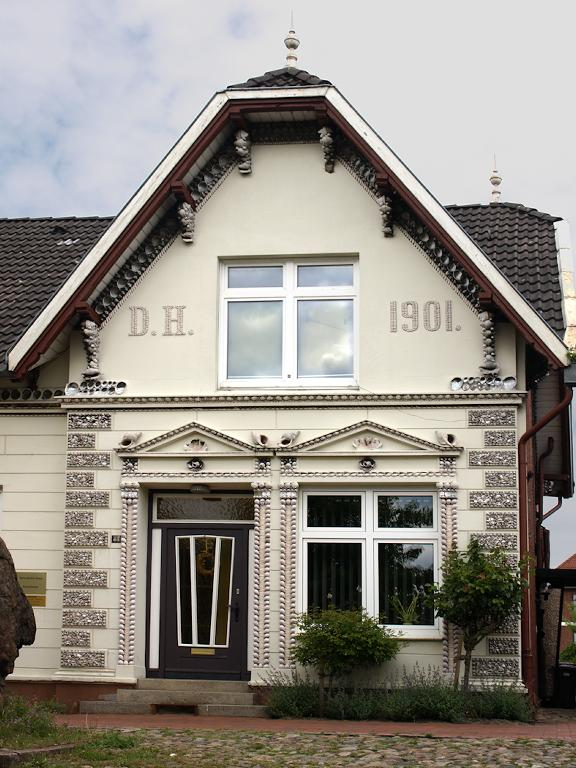
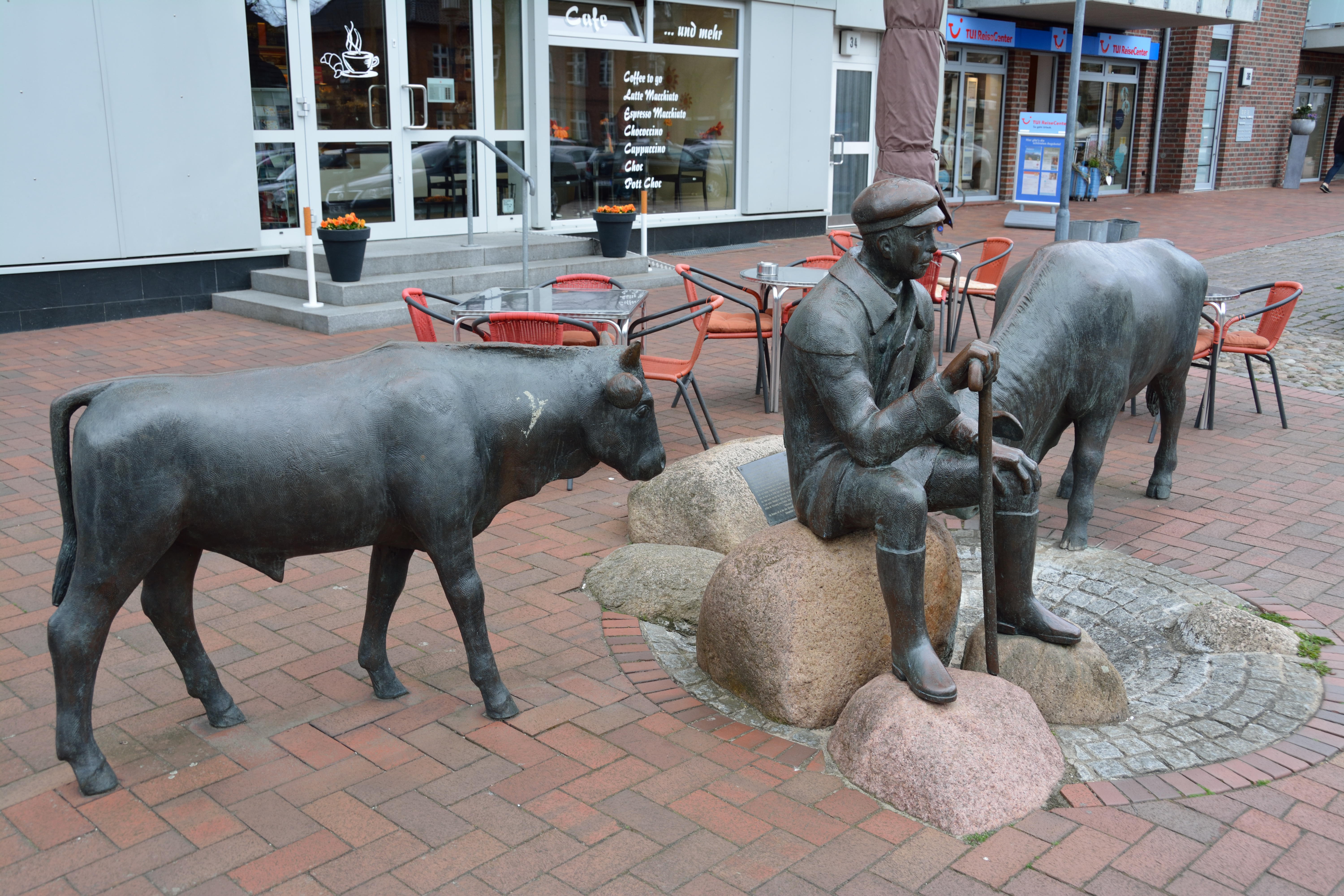
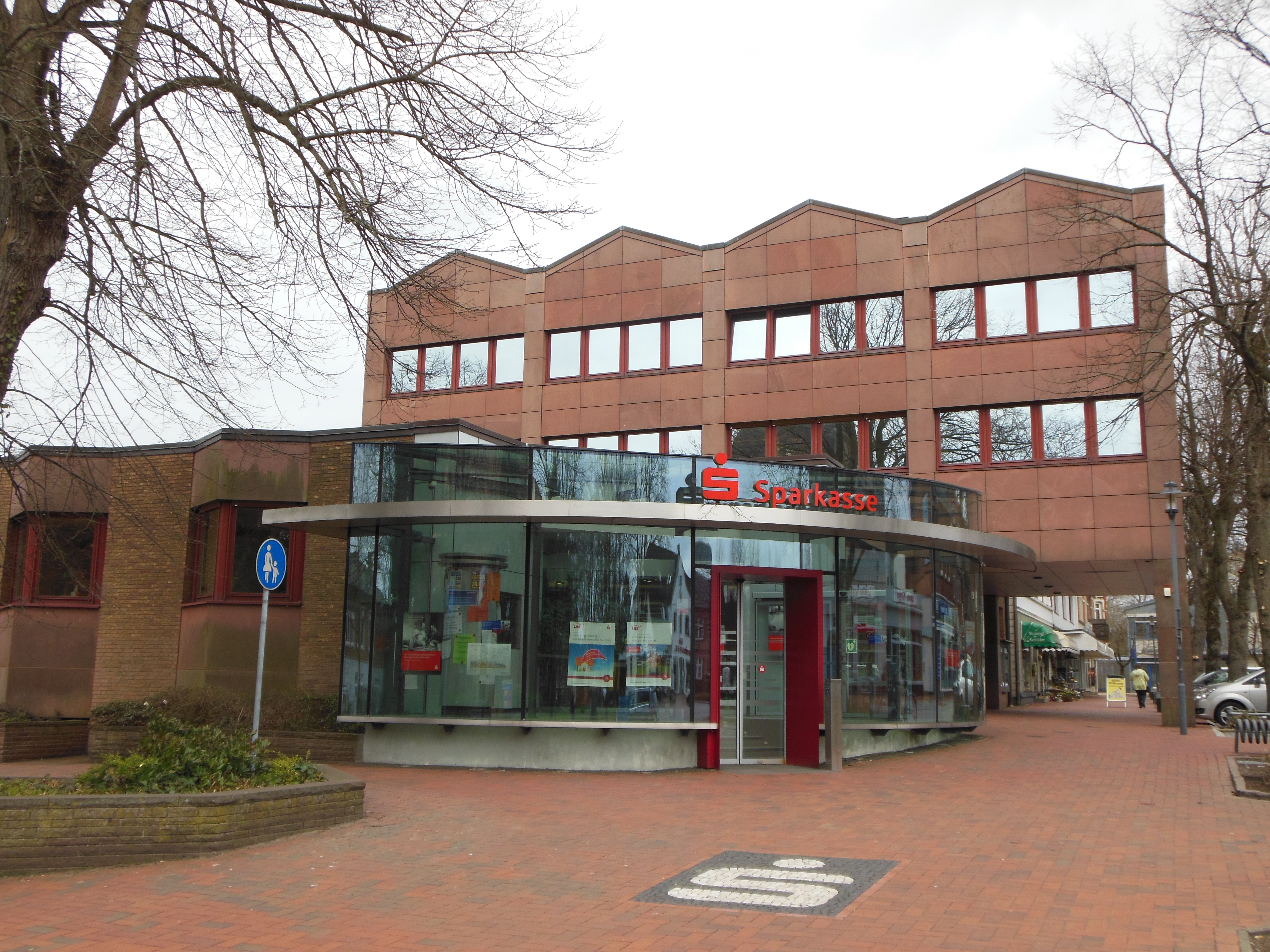